# Tauber
Tauber je levostranný přítok Mohanu, který protéká na území spolkových zemí Bádensko-Württembersko a Bavorsko. Délka toku činí 130,6 km. Plocha povodí měří 1809,5 km².

## Průběh toku
Řeka Tauber pramení v nadmořské výšce 447 m u obce Rot am See v Bádensku-Württembersku. Teče převážně severozápadním směrem. Vlévá se zleva do Mohanu u města Wertheim v nadmořské výšce 136 m.

### Větší přítoky
- levé – Vorbach, Umpfer, Wachbach
- pravé – Gollach, Grünbach

## Vodní režim
Hlásné profily:
| místo              | říční km | plocha povodí | průměrný průtok | maximální průtok |
| ------------------ | -------- | ------------- | --------------- | ---------------- |
| Bad Mergentheim    | 52,10    | 1013,00 km²   | 6,34 m³/s       | 250 m³/s         |
| Tauberbischofsheim | 32,20    | 1584,00 km²   | 8,82 m³/s       | 277 m³/s         |